# Золотой глобус (премия, 2022)
79-я церемония вручения наград премии «Золотой глобус» за заслуги в области кинематографа и телевидения за 2021 год состоялась 9 января 2022 года. Номинанты были объявлены 13 декабря 2021 года.

## Список лауреатов и номинантов
• Лауреаты выделены отдельным цветом. 

### Игровое кино
Количество наград/номинаций:
- 3/7: «Власть пса»
- 3/4: «Вестсайдская история»
- 1/7: «Белфаст»
- 1/4: «Король Ричард»
- 1/3: «Дюна», «Быть Рикардо», «Энканто»
- 1/2: «Тик-так, бум!»
- 0/4: «Лакричная пицца», «Не смотрите наверх»
- 0/2: «CODA: Ребёнок глухих родителей», «Сирано», «Незнакомая дочь», «Параллельные матери»

| Категории                             | Номинанты | Номинанты                                |
| ------------------------------------- | --- | ---------------------------------------- |
| Лучший фильм — драма                  | • Власть пса / The Power of the Dog                                                                           | • Власть пса / The Power of the Dog      |
| Лучший фильм — драма                  | • Белфаст / Belfast                                                                                           |                                          |
| Лучший фильм — драма                  | • Дюна / Dune                                                                                                 |                                          |
| Лучший фильм — драма                  | • Король Ричард / King Richard                                                                                |                                          |
| Лучший фильм — драма                  | • CODA: Ребёнок глухих родителей / CODA                                                                       |                                          |
| Лучший фильм — комедия или мюзикл     | • Вестсайдская история / West Side Story                                                                      | • Вестсайдская история / West Side Story |
| Лучший фильм — комедия или мюзикл     | • Лакричная пицца / Licorice Pizza                                                                            |                                          |
| Лучший фильм — комедия или мюзикл     | • Не смотрите наверх / Don’t Look Up                                                                          |                                          |
| Лучший фильм — комедия или мюзикл     | • Сирано / Cyrano                                                                                             |                                          |
| Лучший фильм — комедия или мюзикл     | • Тик-так, бум! / Tick, Tick… Boom!                                                                           |                                          |
| Лучшая режиссура                      | • Джейн Кэмпион — «Власть пса»                                                                                |                                          |
| Лучшая режиссура                      | • Кеннет Брана — «Белфаст»                                                                                    |                                          |
| Лучшая режиссура                      | • Дени Вильнев — «Дюна»                                                                                       |                                          |
| Лучшая режиссура                      | • Мэгги Джилленхол — «Незнакомая дочь»                                                                        |                                          |
| Лучшая режиссура                      | • Стивен Спилберг — «Вестсайдская история»                                                                    |                                          |
| Лучший актёр в драматическом фильме   | • Уилл Смит — «Король Ричард» (за роль Ричарда Уильямса)                                                      |                                          |
| Лучший актёр в драматическом фильме   | • Махершала Али — «Лебединая песня» (за роль Кэмерона Тёрнера)                                                |                                          |
| Лучший актёр в драматическом фильме   | • Хавьер Бардем — «Быть Рикардо» (за роль Деси Арнаса)                                                        |                                          |
| Лучший актёр в драматическом фильме   | • Дензел Вашингтон — «Макбет» (за роль Макбета)                                                               |                                          |
| Лучший актёр в драматическом фильме   | • Бенедикт Камбербэтч — «Власть пса» (за роль Фила Бербэнка)                                                  |                                          |
| Лучшая актриса в драматическом фильме | • Николь Кидман — «Быть Рикардо» (за роль Люсиль Болл)                                                        |                                          |
| Лучшая актриса в драматическом фильме | • Леди Гага — «Дом Gucci» (за роль Патриции Реджани)                                                          |                                          |
| Лучшая актриса в драматическом фильме | • Оливия Колман — «Незнакомая дочь» (за роль Леды Карузо)                                                     |                                          |
| Лучшая актриса в драматическом фильме | • Кристен Стюарт — «Спенсер» (за роль принцессы Дианы)                                                        |                                          |
| Лучшая актриса в драматическом фильме | • Джессика Честейн — «Глаза Тэмми Фэй» (за роль Тэмми Фэй)                                                    |                                          |
| Лучший актёр в комедии или мюзикле    | • Эндрю Гарфилд — «Тик-так, бум!» (за роль Джонатана Ларсона)                                                 |                                          |
| Лучший актёр в комедии или мюзикле    | • Леонардо Ди Каприо — «Не смотрите наверх» (за роль Рэндалла Минди)                                          |                                          |
| Лучший актёр в комедии или мюзикле    | • Питер Динклэйдж — «Сирано» (за роль Сирано де Бержерака)                                                    |                                          |
| Лучший актёр в комедии или мюзикле    | • Энтони Рамос — «На высоте мечты» (за роль Уснави де ла Веги)                                                |                                          |
| Лучший актёр в комедии или мюзикле    | • Купер Хоффман — «Лакричная пицца» (за роль Гэри Валентайна)                                                 |                                          |
| Лучшая актриса в комедии или мюзикле  | • Рэйчел Зеглер — «Вестсайдская история» (за роль Марии Васкез)                                               |                                          |
| Лучшая актриса в комедии или мюзикле  | • Марион Котийар — «Аннетт» (за роль Энн Дефрасну)                                                            |                                          |
| Лучшая актриса в комедии или мюзикле  | • Дженнифер Лоуренс — «Не смотрите наверх» (за роль Кейт Дибиаски)                                            |                                          |
| Лучшая актриса в комедии или мюзикле  | • Эмма Стоун — «Круэлла» (за роль Эстеллы / Круэллы де Виль)                                                  |                                          |
| Лучшая актриса в комедии или мюзикле  | • Алана Хаим — «Лакричная пицца» (за роль Аланы Кейн)                                                         |                                          |
| Лучший актёр второго плана            | • Коди Смит-Макфи — «Власть пса» (за роль Питера Гордона)                                                     |                                          |
| Лучший актёр второго плана            | • Бен Аффлек — «Нежный бар» (за роль дяди Чарли)                                                              |                                          |
| Лучший актёр второго плана            | • Джейми Дорнан — «Белфаст» (за роль отца Бадди)                                                              |                                          |
| Лучший актёр второго плана            | • Трой Коцур — «CODA: Ребёнок глухих родителей» (за роль Фрэнка Росси)                                        |                                          |
| Лучший актёр второго плана            | • Киаран Хайндс — «Белфаст» (за роль дедушки Бадди)                                                           |                                          |
| Лучшая актриса второго плана          | • Ариана Дебос — «Вестсайдская история» (за роль Аниты)                                                       |                                          |
| Лучшая актриса второго плана          | • Катрина Балф — «Белфаст» (за роль матери Бадди)                                                             |                                          |
| Лучшая актриса второго плана          | • Кирстен Данст — «Власть пса» (за роль Роуз Гордон)                                                          |                                          |
| Лучшая актриса второго плана          | • Рут Негга — «Идентичность» (за роль Клэр)                                                                   |                                          |
| Лучшая актриса второго плана          | • Онжаню Эллис — «Король Ричард» (за роль «Брэнди» Прайс)                                                     |                                          |
| Лучший сценарий                       | • Кеннет Брана — «Белфаст»                                                                                    |                                          |
| Лучший сценарий                       | • Пол Томас Андерсон — «Лакричная пицца»                                                                      |                                          |
| Лучший сценарий                       | • Джейн Кэмпион — «Власть пса»                                                                                |                                          |
| Лучший сценарий                       | • Адам Маккей — «Не смотрите наверх»                                                                          |                                          |
| Лучший сценарий                       | • Аарон Соркин — «Быть Рикардо»                                                                               |                                          |
| Лучшая музыка к фильму                | • Ханс Циммер — «Дюна»                                                                                        |                                          |
| Лучшая музыка к фильму                | • Джонни Гринвуд, — «Власть пса»                                                                              |                                          |
| Лучшая музыка к фильму                | • Александр Деспла — «Французский вестник»                                                                    |                                          |
| Лучшая музыка к фильму                | • Альберто Иглесиас — «Параллельные матери»                                                                   |                                          |
| Лучшая музыка к фильму                | • Джеремейн Франко — «Энканто»                                                                                |                                          |
| Лучшая песня                          | • No Time to Die — «Не время умирать» — музыка и слова: Билли Айлиш и Финнеас О’Коннелл                       |                                          |
| Лучшая песня                          | • Be Alive — «Король Ричард» — музыка и слова: Бейонсе и Dixson                                               |                                          |
| Лучшая песня                          | • Dos Oruguitas — «Энканто» — музыка и слова: Лин-Мануэль Миранда                                             |                                          |
| Лучшая песня                          | • Down to Joy — «Белфаст» — музыка и слова: Ван Моррисон                                                      |                                          |
| Лучшая песня                          | • Here I Am (Singing My Way Home) — «Респект» — музыка и слова: Джейми Хартман, Дженнифер Хадсон и Кэрол Кинг |                                          |
| Лучший анимационный фильм             | • Энканто / Encanto                                                                                           |                                          |
| Лучший анимационный фильм             | • Лука / Luca                                                                                                 |                                          |
| Лучший анимационный фильм             | • Моя афганская семья / My Sunny Maad                                                                         |                                          |
| Лучший анимационный фильм             | • Побег / Flee                                                                                                |                                          |
| Лучший анимационный фильм             | • Райя и последний дракон / Raya and the Last Dragon                                                          |                                          |
| Лучший фильм на иностранном языке     | • Сядь за руль моей машины / ドライブ・マイ・カー (Япония)                                                    |                                          |
| Лучший фильм на иностранном языке     | • Герой / قهرمان (Иран)                                                                                       |                                          |
| Лучший фильм на иностранном языке     | • Купе номер шесть / Hytti nro 6 (Финляндия)                                                                  |                                          |
| Лучший фильм на иностранном языке     | • Параллельные матери / Madres paralelas (Испания)                                                            |                                          |
| Лучший фильм на иностранном языке     | • Рука Бога / È stata la mano di Dio (Италия)                                                                 |                                          |

### Телевизионные категории
Количество наград/номинаций:
- 3/5: «Наследники»
- 2/3: «Хитрости»
- 1/4: «Тед Лассо»
- 1/3: «Игра в кальмара», «Поза», «Ломка»
- 1/2: «Мейр из Исттауна»
- 0/4: «Утреннее шоу»
- 0/3: «Уборщица. История матери-одиночки», «Великая», «Убийства в одном здании»
- 0/2: «Ванда/Вижн», «Сцены из супружеской жизни», «Люпен», «Черноватый»

| Категории                                                               | Лауреаты и номинанты                                                               | Лауреаты и номинанты |
| ----------------------------------------------------------------------- | ---------------------------------------------------------------------------------- | -------------------- |
| Лучший телевизионный сериал (драма)                                     | • Наследники / Succession                                                          |                      |
| Лучший телевизионный сериал (драма)                                     | • Игра в кальмара / Squid Game                                                     |                      |
| Лучший телевизионный сериал (драма)                                     | • Люпен / Lupin                                                                    |                      |
| Лучший телевизионный сериал (драма)                                     | • Поза / Pose                                                                      |                      |
| Лучший телевизионный сериал (драма)                                     | • Утреннее шоу / The Morning Show                                                  |                      |
| Лучший телевизионный сериал (комедия или мюзикл)                        | • Хитрости / Hacks                                                                 |                      |
| Лучший телевизионный сериал (комедия или мюзикл)                        | • Великая / The Great                                                              |                      |
| Лучший телевизионный сериал (комедия или мюзикл)                        | • Псы резервации / Reservation Dogs                                                |                      |
| Лучший телевизионный сериал (комедия или мюзикл)                        | • Тед Лассо / Ted Lasso                                                            |                      |
| Лучший телевизионный сериал (комедия или мюзикл)                        | • Убийства в одном здании / Only Murders in the Building                           |                      |
| Лучший мини-сериал или телефильм                                        | • Подземная железная дорога / The Underground Railroad                             |                      |
| Лучший мини-сериал или телефильм                                        | • Импичмент: Американская история преступлений / Impeachment: American Crime Story |                      |
| Лучший мини-сериал или телефильм                                        | • Ломка / Dopesick                                                                 |                      |
| Лучший мини-сериал или телефильм                                        | • Мейр из Исттауна / Mare of Easttown                                              |                      |
| Лучший мини-сериал или телефильм                                        | • Уборщица. История матери-одиночки / Maid                                         |                      |
| Лучший актёр в драматическом телесериале                                | • Джереми Стронг— «Наследники» (за роль Кендалла Роя)                              |                      |
| Лучший актёр в драматическом телесериале                                | • Брайан Кокс — «Наследники» (за роль Логана Роя)                                  |                      |
| Лучший актёр в драматическом телесериале                                | • Ли Джон Джэ — «Игра в кальмара» (за роль Сон Ки Хуна (№ 456))                    |                      |
| Лучший актёр в драматическом телесериале                                | • Билли Портер — «Поза» (за роль Прея Телла)                                       |                      |
| Лучший актёр в драматическом телесериале                                | • Омар Си — «Люпен» (за роль Ассана Диопа)                                         |                      |
| Лучшая актриса в драматическом телесериале                              | • Эмджей Родригес — «Поза» (за роль Бланки Родригес-Евангелисты)                   |                      |
| Лучшая актриса в драматическом телесериале                              | • Узо Адуба — «Пациенты» (за роль Брук Тейлор)                                     |                      |
| Лучшая актриса в драматическом телесериале                              | • Кристин Барански — «Хорошая борьба» (за роль Дианы Локхарт)                      |                      |
| Лучшая актриса в драматическом телесериале                              | • Элизабет Мосс — «Рассказ служанки» (за роль Джун Осборн)                         |                      |
| Лучшая актриса в драматическом телесериале                              | • Дженнифер Энистон — «Утреннее шоу» (за роль Алекс Леви)                          |                      |
| Лучший актёр в комедийном телесериале, или мюзикле                      | • Джейсон Судейкис — «Тед Лассо» (за роль Тедда Лассо)                             |                      |
| Лучший актёр в комедийном телесериале, или мюзикле                      | • Энтони Андерсон — «Черноватый» (за роль Андре Джонсона)                          |                      |
| Лучший актёр в комедийном телесериале, или мюзикле                      | • Стив Мартин — «Убийства в одном здании» (за роль Чарльз-Хейден Сэвиджа)          |                      |
| Лучший актёр в комедийном телесериале, или мюзикле                      | • Николас Холт — «Великая» (за роль Петра III)                                     |                      |
| Лучший актёр в комедийном телесериале, или мюзикле                      | • Мартин Шорт — «Убийства в одном здании» (за роль Оливера Патнэма)                |                      |
| Лучшая актриса в комедийном телесериале, или мюзикле                    | • Джин Смарт — «Хитрости» (за роль Деборы Вэнс)                                    |                      |
| Лучшая актриса в комедийном телесериале, или мюзикле                    | • Ханна Айнбайндер — «Хитрости» (за роль Авы Дэниелс)                              |                      |
| Лучшая актриса в комедийном телесериале, или мюзикле                    | • Трейси Эллис Росс — «Черноватый» (за роль Рэйнбоу Джонсон)                       |                      |
| Лучшая актриса в комедийном телесериале, или мюзикле                    | • Исса Рэй — «Белая ворона» (за роль Иссы Ди)                                      |                      |
| Лучшая актриса в комедийном телесериале, или мюзикле                    | • Эль Фаннинг — «Великая» (за роль Екатерины II)                                   |                      |
| Лучший актёр в мини-сериале или телефильме                              | • Майкл Китон — «Ломка» (за роль доктора Сэмьюэла Финникса)                        |                      |
| Лучший актёр в мини-сериале или телефильме                              | • Оскар Айзек — «Сцены из супружеской жизни» (за роль Джонатана Леви)              |                      |
| Лучший актёр в мини-сериале или телефильме                              | • Пол Беттани — «Ванда/Вижн» (за роль Вижна)                                       |                      |
| Лучший актёр в мини-сериале или телефильме                              | • Юэн Макгрегор — «Холстон» (за роль Роя Холстона Фроуика)                         |                      |
| Лучший актёр в мини-сериале или телефильме                              | • Тахар Рахим — «Змей» (за роль Чарльза Собраджа)                                  |                      |
| Лучшая актриса в мини-сериале или телефильме                            | • Кейт Уинслет — «Мейр из Исттауна» (за роль детектива Мейр Шиэн)                  |                      |
| Лучшая актриса в мини-сериале или телефильме                            | • Маргарет Куэлли — «Уборщица. История матери-одиночки» (за роль Алекс)            |                      |
| Лучшая актриса в мини-сериале или телефильме                            | • Элизабет Олсен — «Ванда/Вижн» (за роль Ванды Максимофф)                          |                      |
| Лучшая актриса в мини-сериале или телефильме                            | • Джессика Честейн — «Сцены из супружеской жизни» (за роль Миры Филлипс)           |                      |
| Лучшая актриса в мини-сериале или телефильме                            | • Синтия Эриво — «Гений: Арета» (за роль Ареты Франклин)                           |                      |
| Лучший актёр второго плана в телесериале, мини-сериале или телефильме   | • О Ён-су — «Игра в кальмара» (за роль О Иль Нам (№ 001))                          |                      |
| Лучший актёр второго плана в телесериале, мини-сериале или телефильме   | • Бретт Голдстин — «Тед Лассо» (за роль Роя Кента)                                 |                      |
| Лучший актёр второго плана в телесериале, мини-сериале или телефильме   | • Марк Дюпласс — «Утреннее шоу» (за роль Чарли «Чипа» Блэка)                       |                      |
| Лучший актёр второго плана в телесериале, мини-сериале или телефильме   | • Киран Калкин — «Наследники» (за роль Романа Роя)                                 |                      |
| Лучший актёр второго плана в телесериале, мини-сериале или телефильме   | • Билли Крудап — «Утреннее шоу» (за роль Кори Эллисона)                            |                      |
| Лучшая актриса второго плана в телесериале, мини-сериале или телефильме | • Сара Снук — «Наследники» (за роль Шивон «Шив» Рой)                               |                      |
| Лучшая актриса второго плана в телесериале, мини-сериале или телефильме | • Кейтлин Дивер — «Ломка» (за роль Бетси Маллум)                                   |                      |
| Лучшая актриса второго плана в телесериале, мини-сериале или телефильме | • Дженнифер Кулидж — «Белый лотос» (за роль Тани Маккуойд)                         |                      |
| Лучшая актриса второго плана в телесериале, мини-сериале или телефильме | • Энди Макдауэлл — «Уборщица. История матери-одиночки» (за роль Паулы)             |                      |
| Лучшая актриса второго плана в телесериале, мини-сериале или телефильме | • Ханна Уэддингем — «Тед Лассо» (за роль Ребекки Уэлтон)                           |                      |